# ГОСТ Р ИСО 9000
ГОСТ Р ИСО 9000 «Системы менеджмента качества. Основные положения и словарь» описывает основные положения систем менеджмента качества и устанавливает терминологию для систем менеджмента качества.
1. Разработан Всероссийским научно-исследовательским институтом сертификации (ВНИИС)
2. Внесён Управлением сертификации Госстандарта России
3. Принят и введён в действие Постановлением Госстандарта России от 15 августа 2001 г. № 332-ст.

Настоящий стандарт представляет собой аутентичный текст международного стандарта ИСО 9000-2000 «Системы менеджмента качества. Основные положения и словарь».
Системы менеджмента качества. Основные положения и словарь
Настоящий стандарт устанавливает основные положения систем менеджмента качества, являющихся объектом стандарта серии ИСО 9000, и определяет соответствующие термины.
Заменяющий: ГОСТ Р ИСО 9000—2008

## Область и условия применения
Настоящий стандарт может использоваться:
a) организациями, стремящимися добиться преимущества посредством внедрения системы менеджмента качества;
b) организациями, которые хотят быть уверенными в том, что их заданные требования к продукции будут выполнены поставщиками;
c) пользователями продукции;
d) теми, кто заинтересован в едином понимании терминологии, применяемой в менеджменте качества (например, поставщики, потребители, регламентирующие органы);
e) теми сторонами, внутренними и внешними по отношению к организации, которые оценивают систему менеджмента качества или проверяют её на соответствие требованиям ИСО 9001:2000 (например, аудиторы, регламентирующие органы, органы по сертификации/регистрации);
f) теми сторонами, внутренними или внешними по отношению к организации, которые консультируют или проводят обучение по системе менеджмента качества для данной организации;
g) разработчиками соответствующих стандартов

## Семейство стандартов ИСО 9000
Семейство стандартов ИСО 9000, разработано для того, чтобы помочь организациям всех видов и размеров внедрять и обеспечивать функционирование результативных систем менеджмента качества:
- ГОСТ Р ИСО 9000
- ГОСТ Р ИСО 9001
- ГОСТ Р ИСО 9004
- ГОСТ Р ИСО 19011